# Język bunun
Język bunun, także: bubukun, bunan, bunti, bunum, vonun, vunum, vunun, vunung (chiń. trad. 布農語, pinyin: bùnóngyǔ) – język z rodziny austronezyjskiej (języki tajwańskie), używany przez tajwańskich aborygenów Bunun.
Według Li (2015) język bunun ma pięć głównych dialektów: takituduh i takibakha (dialekty północne), takbanuaz i takiwatan (dialekty środkowe) i isbukun (dialekt południowy).
SIL International wyróżnia natomiast następujące dialekty: randai, tondai, szibukun (sibucoon, sibukaun, sibukun, sivukun), północny bunun (takebakha, taketodo, takibakha, takitudu), środkowy bunun (takbanuao, takevatan, takivatan), południowy bunun (isibukun) i takopulan.
Używany jest m.in. w powiatach Jiayi, Hualian, Nantou i Taidong i w Nowym Tajpej.
Według SIL International w 2002 roku liczba mówiących wynosiła ok. 38 tys. Natomiast według Li (2015) liczba mówiących językiem bunun to prawie 55,8 tys.